# Pierre Gustave Toutant de Beauregard
Pierre Gustave Toutant de Beauregard, ameriški uradnik, pisatelj, vojaški teoretik, general in izumitelj, * 28. maj 1818, † 20. februar 1893, New Orleans, Louisiana.
Beauregard je bil peti najvišji general Konfederacije ameriških držav med ameriško državljansko vojno.
Po vojni je prejel ponudbo iz Romunije (1866) in Egipta (1869), da prevzame poveljstvo njunih oboroženih sil, a je obe ponudbi zavrnil.